# Марија Громова
Марија Игоровна Громова (рус. Мария Игоревна Громова; Москва, 20. јул 1984) је руска спортисткиња, која се такмичи у синхроном пливању у екипним дисциплинама.
У репрезентацији Русије дебитовала је 2002. године и од тада је освојила 3 злата на Летњим Олимпијским играма 2004, 2008. и 2012, 9 пута је била светска, а 2 пута европска првакиња.
Тренер јој је Татјана Покровска.

## Награде и признања
- Орден Дружбе (пријатељства) - За свој изузетан допринос развоју физичке културе и спорта, висока достигнућа у спорту на Играма XXIX. Олимпијаде у Пекингу 2008[1]
- Заслужни мајстор спорта Русије